# Herrsching am Ammersee
Herrsching am Ammersee este o comună din landul Bavaria, Germania.